# 付丧物语
《付喪物語》（日语：つくものがたり）是日本キラウェア公司制作的冒險角色扮演遊戲，发布于PlayStation Portable平台，由日本フリュー公司在2011年1月27日開始販售。

## 概要
现代严重犯罪持续增加，究其原因，是来自与“人间界”不同的“妖界”的异形之物造成的。主人公石神优斗在上课时被突然暴走的同班同学袭击，从3楼的窗户跌落，然而奇迹般地毫发无损，从此他便能看见奇怪的东西——那些被称作妖怪（あやかし）的异形之物。

## 登場人物
石神 優斗（いしがみ ゆうと）
藝能科二年級
主人公。被皆見從新校舎三層窗口推下的瞬間，能看見妖怪能力覺醒。被彩香半強硬得拉入「妖怪対策室」，從此開始了與妖怪戰鬥的學園生活。
为人和善，但是因為性格優柔寡斷并且沒有幹勁，自身總是會被捲入麻煩，也經常被人誤解。
クタベ
聲優 - 加藤英美里
住在石神手機里的「付喪神」。以花魁口吻說話的，像妖精一般的存在。除了石神和彩香，他人聽不見她的聲音。
對ディニー十分著迷，每次看到他都會「ディニー大人～」這樣喊。
安倍 彩香（あべ あやか）
聲優 - 小林ゆう
藝能科担任
將石神拉入「妖怪対策室」的罪魁禍首。
妖怪対策室的正式成員。
皆見 遙香（みなみ はるか）
聲優 - 堀江由衣
藝能科二年級
由於受傷的緣故被迫放棄新体操，從體育科轉到藝能科的少女。本人并沒有意識到，對救了自己的石神懷有少許特別的感情。對石神完全信任。
轉到藝能科後，接受石神的建議加入舞蹈部。
有著內心強硬的一面，該說的會一口氣說出來的類型。
伊狩 恵美奈（いかり えみな）
聲優 - 釘宮理恵
藝能科二年級
優等生。
倉科 珠希（くらしな たまき）
聲優 - 田村由香里
藝能科一年級
伊東 博嗣（いとう ひろし）
聲優 - 中村悠一
體育科二年級
所屬劍道部。石神的好友，為人熱情。雖然討厭軟弱的人，但不以此為理由而對其差別對待。喜歡的女生類型是平凡的那一類，遊戲中盤后與七尾關係逐漸親密。比任何人都信任石神。
古森 賢児（こもり けんじ）
聲優 - 下野紘
藝能科二年級
主人公的悪友。看上去一副不良的樣子，其實是只會逞口舌之勇的軟派。除了謠言和女孩子以外，對什麽都不感興趣。偷窺女生宿舍之類的事完全是家常便飯。惹麻煩后總是将石神捲入，并推卸責任是石神對他不滿的原因之一。（本人似乎認為這是友情表現。）
成瀬 茜（なるせ あかね）
聲優 - 竹達彩奈
因成績優秀而被免去出勤的秀才。學習、飲食一切在房間內解決，幾乎從不外出。除了偶然認識的石神沒有其他熟人。曾通過偶像預選賽，在最終選考時因父母的反對而落選。
特進科二年級
香山 怜央（かやま れお）
聲優 - 悠木碧
藝能科二年級
石神的同級生。喜歡古舊的人偶。和倉科一起創建文樂部。被倉科稱作「姐姐大人」。
藤間 しのぶ（ふじま -）
聲優 - 井上麻里奈
特進科三年級
天然呆的學生会長。工作能力出眾。在校内有親衛隊。
遠野 朔美（とおの さくみ）
聲優 - 佐藤利奈
體育科二年級
擁有拔群比例的跳水選手。練習中總會引來大量男學生圍觀。和皆見關係很好，對方轉到藝能科后依舊維持著友好的關係。比較容易死心眼。
竜岡 勇一（たつおか ゆういち）
聲優 - 杉田智和
藝能科二年級
熱血格鬥狂。擅自將旧職員室作為自己的訓練房使用。具有攻擊性并對周圍的意見視而不見。
富樫 薰（とがし かおる）
聲優 - 代永翼
藝能科一年級
出生自歌舞伎役者之家。缺乏主張。登場后有段時間姓名未知。
那岐 千尋（なぎ ちひろ）
聲優 - 喜多村英梨
超時髦的女子高中生。
藝能科二年級
七尾 耀子（ななお ようこ）
聲優 - 能登麻美子
藝能科二年級
喜歡花，獨自照理著校内的花壇。將茶道部和花道部合併作『茶花道部』。平時戴著眼鏡的樣子十分普通。對他人基本用敬語。
長谷部 美那子（はせべ みなこ）
聲優 - 小清水亜美
宿舍管理員兼食堂廚師。
紫藤 弓香（しどう ゆみか）
聲優 - 三森铃子
藝能科二年級
對於校内各種情報十分瞭解的同級生。不過登場時的立場十分不明，在眾多社團間遊移，美術部、游泳部、生物部、也會跳日本舞蹈、成瀬房間的掃除大嬸也做過。石神對其有過「究竟是什麽人？」的疑問。好像還藏有石神的秘密寫真。
ディニー・ウィリアムズ
聲優 - 櫻井孝宏
藝能科二年級
從英國演劇学校来的交換留学生。興趣是高爾夫。金髪碧眼的美少年，剛來到藝能科就有了相當的人氣。雖然是英國紳士般爽朗的好青年，但因為對石神各種意味深長的發言而被石神某種程度得警戒著。
奥原 佳人（おくはら よしと）
聲優 - 平川大輔
保健教師
使用巧妙的話術解決學生的煩惱，年輕的保健教師。看上去溫柔文雅卻有著頑固的性格，不允許任何不當使用保健室的行為。
爲了與學生更好得溝通而收集校內的「傳言」。向他提供傳言的話就會獲得強力的言靈或是憑代的信息。
修藝館高中某位學生的未婚夫。
白沢 行輝（しらさわ ゆきてる）
聲優 - 遊佐浩二

## 漫画版
電撃魔王にて2010年12月号開始連載中。作画是桃雪琴梨。